# (612688) 2003 UT292
(612688) 2003 UT292, também escrito como 2003 UT292, é um objeto transnetuniano que está localizado no cinturão de Kuiper, uma região do Sistema Solar. Este corpo celeste é classificado como um plutino, pois, o mesmo está em uma ressonância orbital de 2:3 com o planeta Netuno. Ele possui uma magnitude absoluta de 6,8 e tem um diâmetro estimado com 186 quilômetros.

## Descoberta
(612688) 2003 UT292 foi descoberto no dia 24 de outubro de 2003 pelo astrônomo Marc W. Buie.

## Órbita
A órbita de (612688) 2003 UT292 tem uma excentricidade de 0,298 e possui um semieixo maior de 39,429 UA. O seu periélio leva o mesmo a uma distância de 27,678 UA em relação ao Sol e seu afélio a 51,179 UA.